# Николич, Майя
Мария «Майя» Николич (серб. Марија „Маја“ Николић, родилась 11 апреля 1975 в Нише) — сербская певица.

## Биография

### Начало музыкальной карьеры
Родилась 11 апреля 1975 года в Нише. С детства увлекалась музыкой: отец Новак был руководителем музыкального ансамбля, мать Славица также была певицей, брат Марко окончил консерваторию в Граце. Дебютировала на фестивале «Майская песня» в возрасте 7 лет в нише, выступая с братом, и одержала победу. В возрасте 13 лет стала выступать в кафанах и пиццериях, исполняя композиции в стилях джаз, соул и эвергрин. С 15 лет выступает в дуэте с братом в группе «Мар-Маја», в 1989 году заключила контракт с лейблом Jugoton, который был разорван после начала войны в Хорватии.
На эстраду Майя попала благодаря стараниям своей тёзки Майи Оджаклиевской, которую называет своей «эстрадной матушкой». Оджаклиевская на одном из концертов услышала пожелание от Николич научиться петь, как и сама македонская дива, и согласилась обучать девочку вокалу. Автором множества песен Майи Николич стал один из работников телерадиокомпании РТС Владимир Грайич.

### Семья
В 1996 году Майя вышла замуж за музыканта Мирко Шчепановича и уехала в Сидней на два года. В 1997 году у неё родился сын Новак. В 2001 году Майя уехала в США, с 2003 по 2008 годы состояла во втором браке с Вуком Кандичем. Второй сын Лазарь родился 8 ноября 2006.

### Основные музыкальные вехи
- 1991 год — выступление на «Белградской весне» с песней «Кад видим да си ту» с братом Марко.
- 1993 год — выступление на «Белградской весне» с песней «Верујем у љубав» с Мирко Чайичем (автор — В. Грайич).
- 1993 год — выступление на Будванском фестивале с песней «Моја душа теби припада» (автор — В. Грайич).
- 1994 год — победа на фестивале Месама с песней «Одлази». Приз жюри и приз зрительских симпатий на Белградской весне с песней «Напустио си све». Победа на фестивале «Солнечные скалы» с песней «Баш сам се заљубила». 2-е место на Будванском фестивале с песней «Милион суза».
- 1995 год — выход первого альбома «Сад ме пронађи» с песнями-победителями фестивалей (в т.ч. «Као да сам луда» и «Само једном се воли»).
- 1996 год — 2-е место на фестивале Месама с песней «Сваки сам трен теби суђена». Майя выходит замуж за музыканта Мирко Шчепановича и переезжает в Сидней на два года.
- 1998 год — победа на «Белградской весне» с песней «Не тражи ме више». Выступление в Будве с песней «Узми ме», которая становится хетом и попадает на одноимённый альбом. 3-е место на фестивале «Солнечные скалы» с песней «Варали ме сви». Альбом «Узми ме», второй по счёту, выходит в конце 1998 года, туда попадают также песни «Варали ме сви», «Ако верујеш ти», «Лед ледени» и «Морам бити његова».
- 25 февраля 1999 — Майя Николич даёт свой первый сольный концерт в центре «Сава», который вскоре пострадает от натовских бомбардировок.
- 2000 — выход третьего альбома «Из ината» с песнями «Драгане», «Тамо далеко», «Отрове».
- 2001 год — выступление на Зренянинском фестивале с песней «Ти да платиш». Выступление на Будванском фестивале с песней «Плачите».
- 2003 год — победа на Зренянинском фестивале с песней «Болесна».
- 2004 год — планировалось участие в фестивале «Солнечные скалы» с песней «Тонем до дна», от которого Майя отказалась.
- 2005 год — выступление на фестивале «Солнечные скалы» с песней «Стоти пут». В конце года выступает на Радийском фестивале с песней «Не тражи ме».
- 2006 год — выход четвёртого альбома «За моју душу». Выступление в конце года на Радийском фестивале с песней «Поклони се» (3-е место_.
- 2007 год — участие в национальном отборе Евровидения с балладой «Ја знам да ти ме не волиш» (итоговое 14-е место). Оглашала голоса сербских телезрителей в финале Евровидения в Хельсинки.
- 2008 год — выход сборника «The best of: Љубавни парти» на City Records. Лауреат премии Охридского фестиваля за лучшее выступление с песней «Само за твоје очи».
- 2010 год — выход сингла «Црвено». Участие в Гранд фестивале с песней «Лудило». Выступление на Будванском фестивале с песней «Нисам више твоја Маја». Запись песни с Предрагом Живковичем-Тозовацем «Боем» на сборнике «Хитови лета». Выход сингла «Хеј, мали, мали» в конце мая.
- 2011 год — выход пятого альбома «Црвено» с песнями «Ко си ти», «Судбина» и «Црвена хаљина» (дуэт с Луисом).

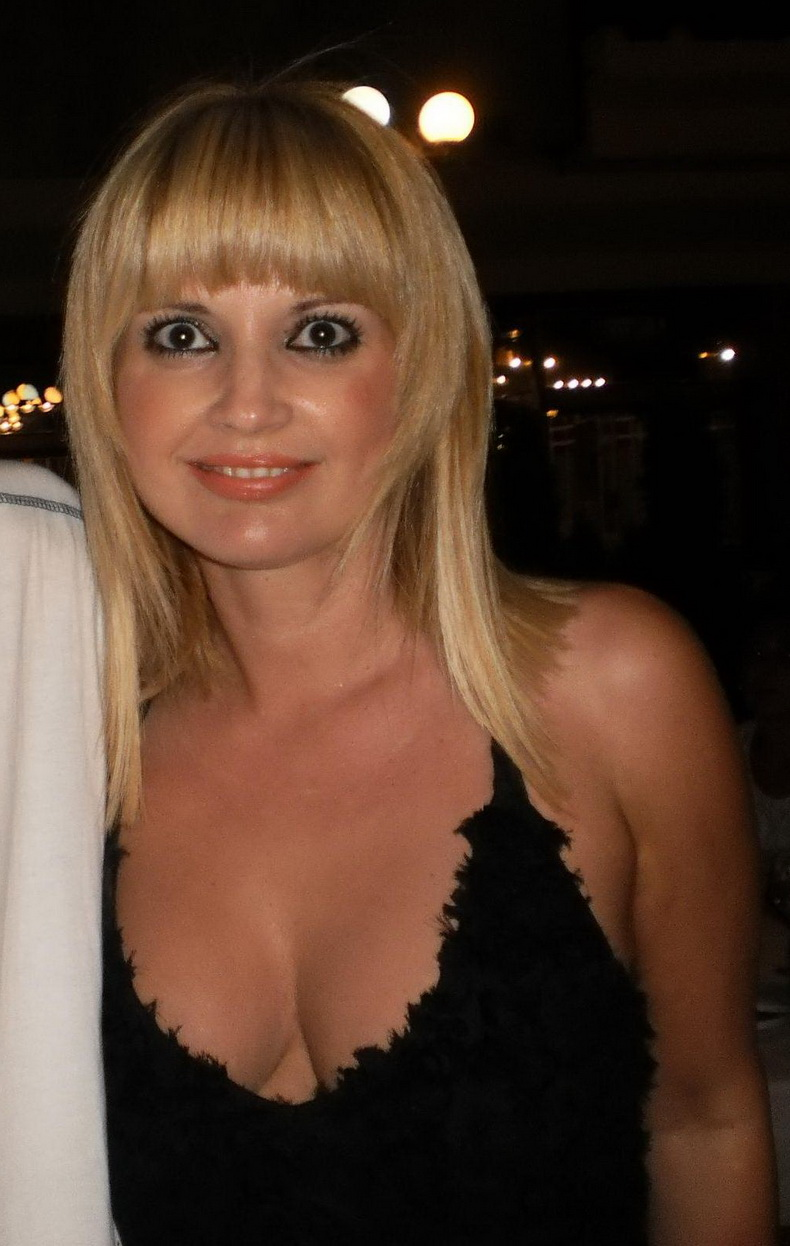
2012 год

- 2012 год — выступление в апреле на Гранд фестивале с песней В. Грайича «Сламка за спас».
- 2013 год — участие в национальном отборе Евровидения с песней «Благослов» (музыка — Марк Пелин, слова — Майя Николич). Не выходит в следующий этап.
- 2014 год — выступление на Гранд фестивале с песней «Шу-шу».

### Телевидение
- 20 сентября 2009 Майя Николич дебютировала на реалити-шоу «Фарма», дошла до финала и заняла 4-е место.
- В феврале 2011 года появилась в реалити-шоу «Двор», которое покинула со скандалом (см. ниже).
- В апреле 2013 года стала участницей реалити-шоу «Велики брат», которое покинула 2 мая.

### Личные убеждения
- Песня «Тамо далеко», записанная в 1999 году, была посвящена жертвам натовских бомбардировок Югославии. В ней Майя просит прекратить обстреливать города её родины и терроризировать местных жителей.
- Майю Николич изгнали с реалити-шоу «Двор» в 2011 году, обвинив её в том, что та несколько раз оскорбительно высказывалась о евреях в прямом эфире. Майя это отрицает, утверждая, что не говорила ничего подобного[3].
- В эфире шоу «Опаснице» телеканала Happy 18 января 2015 Майя заявила: «Геев надо держать в клетках»[4]. Фразе сопутствовала ссора Майи с парикмахером Стеваном Радивоевичем, в ходе которой она обозвала Радивоевича гомосексуалистом и вынудила его в скандале уйти из студии. Свою фразу Майя выдала в ответ на заявления визажиста Елены Мачич, что лица нетрадиционной сексуальной ориентации широко представлены в искусстве, архитектуре и музыке[5].

## Дискография
- Сад ме пронађи (1995)
- Узми ме (1998)
- Из ината (2000)
- За моју душу (2006)
- Љубавни парти (2008)
- Црвено (2011)